# 矢内原伊作
矢内原 伊作（やないはら いさく、1918年5月2日 - 1989年8月16日）は、日本の哲学者、評論家、翻訳家。法政大学名誉教授。

## 経歴
戦前
1918年、矢内原忠雄の長男として愛媛県に生まれた。聖書のイサクに因んで名づけられた。東京府立一中、第一高等学校理科を経て、京都帝国大学文学部哲学科で学んだ。1941年に卒業し、1942年に海軍予備学生として応召。
戦後
復員後サルトルやカミュに惹かれ、本格的に実存主義の立場で哲学を研究。また造形芸術に関心が深く、渡仏し彫刻家ジャコメッティと深い親交を結んだ。そのため、数多くの矢内原伊作の肖像画や胸像が製作されている。1948年宇佐見英治らとともに文芸誌『同時代』を創刊し、ジャコメッティのアトリエでの対話をはじめとする数々のエッセイを発表。1969年、『ジャコメッティとともに』で毎日出版文化賞受賞。画壇関係者との交遊関係も幅広く、日本洋画家の堀内規次とは親友であった。
1951年、大阪大学文学部助教授に就いた。1966年、同志社大学文学部助教授に転じた。学習院大学助教授を経て、1970年に法政大学文学部哲学科教授に就任。1989年3月に法政大学を定年退職し、名誉教授となったが、同年夏に東京都で没した。墓所は多磨霊園にある。

## 受賞
- 1969年：『ジャコメッティとともに』で毎日出版文化賞受賞。

## 研究内容・業績
専門は美学、哲学で、フランス留学中にジャコメッティほか芸術家らと親交を深め、独自の視点に立った芸術評論を展開した。

## 家族・親族
- 父：矢内原忠雄は経済学者。東京大学学長を務めた。

## 著作
著書
- 『顔について』河出書房 1948
- 『海について ボオドレエル・ヴァレリイ・アラゴン』創元社 1949
- 『抵抗詩人アラゴン』弘文堂 1951
- 『青春論』実業之日本社 1952
- 『抵抗の精神』未來社 1952
- 『文学と人生の間』東和社 1952
- 『若き女性への手紙』河出新書 1954
- 『芸術入門』河出文庫 1954
- 『実存主義の文学』河出新書 1955
- 『若き日のための思索』三笠新書 1955
- 『芸術家との対話』美術出版社 1958
  - 復刊 彩古書房 1984
- 『サルトル 実存主義の根本思想』中公新書 1967
- 『ジャコメッティとともに』筑摩書房 1969
- 『若き日の日記 われ山にむかひて』現代評論社 1974
- 『リルケの墓：ヴァレー紀行』創文社 1976
- 『人生の手帖 生きる智慧についての11章』じゃこめてい出版 1976
- 『歩きながら考える』みすず書房 1982
- 『古寺思索の旅』時事通信社 1983
- 『たちどまって考える』みすず書房 1984
- 『話しながら考える』みすず書房 1986
- 『矢内原伊作詩集 1941-1989』思潮社 1994
- 『ジャコメッティ』宇佐見英治・武田昭彦編、みすず書房 1996
- 『矢内原忠雄伝』みすず書房 1998[3]
- 『完本 ジャコメッティ手帖』(全2巻) 酒井忠康序文、武田昭彦解題、菅野洋人・澤田直・李美那編、みすず書房 2010

著作集
- 『矢内原伊作エッセイ』(全5冊)　雄渾社 1970-1971

1. 『海について』
2. 『現代人生論ノート』
3. 『文学論集』
4. 『芸術論集』
5. 『芸術家との対話』

- 『矢内原伊作の本』(全5冊) みすず書房 1986-1987

1. 『顔について』
2. 『終末の文学』
3. 『芸術と芸術家』
4. 『人生の手帖』
5. 『モンマルトル便り』

共編著
- 『ジャコメッティ GIACOMETTI』編・解説、みすず書房 1958
- 『京都の庭』入江泰吉写真、淡交新社 1962
  - 新版 1977年
- 『室生寺』井上博道写真、淡交新社 1964
- 『神護寺/高山寺』井上博道写真、淡交新社 1965
- 『石との対話』井上博道写真、淡交新社 1966
- 『広隆寺』(古寺巡礼京都 13) 淡交社） 1977[4]
- 『対談 ジャコメッティについて』宇佐見英治、用美社 1983
  - 改題新版『見る人 ジャコメッティと矢内原』みすず書房 1999[5]
- 『ジャコメッティとの日々 写真集』用美社 1986
- 『アルバム ジャコメッティ』撮影・テクスト、みすず書房 1999

訳書
- 『哲学的断片』キェルケゴオル著、角川書店 1948
- 『シジフォスの神話』カミュ著、新潮社 1951
  - 新潮文庫
- 『愛の手紙』リルケ著、三笠書房(三笠文庫) 1951
- 『実存主義』ポール・フールキエ（英語版）著、田島節夫共訳、白水社(文庫クセジュ) 1952
- 『自由の証人』カミユ著、新潮社 1952
- 『創造と自由』カミュ著、新潮社 1954
- 『ヴアレリイ 若きパルク：アラン評釈』原亨吉共訳、角川書店 1954
- 『巴里の手紙：リルケ書簡集』リルケ著、角川文庫 1955
- 『モディリアニ 人と神話』ジャンヌ・モディリアニ著[6]、みすず書房 1961
  - 新版 1978年
- 『パウル・クレー 遺稿』フェリックス・クレー編、土肥美夫共訳、みすず書房 1962
  - 新版 1997年・2008年
- 『セザンヌ』アンリ・ペリュショ（フランス語版）著、みすず書房 1963
  - 新版 1989年・1995年
- 『思想と動くもの』(ベルグソン全集 7)白水社 1965
  - 復刊 2001年
- 『メシアン』ピエレット・マリ（英語版）著、広田正敏共訳、音楽之友社(不滅の大作曲家) 1973
- 『私の現実』ジャコメッティ著、宇佐見英治共編訳、みすず書房 1976
- 『マチュ・ピチュの高み』パブロ・ネルーダ著、みすず書房 1987
- 『エクリ』ジャコメッティ著、宇佐見英治・吉田加南子共訳、みすず書房 1994
  - 新版 2017年

## 矢内原伊作に関する資料
- 『日本美術年鑑』平成2年版,249頁.(東文研アーカイブス)
- 「矢内原伊作名誉教授 略歴・業績[含 肖像]」『法政大学文学部紀要』35, 1989年, 1-3頁.